# Julius A. Lion
Pour les articles homonymes, voir Lion (homonymie).
Julius A. Lion, né le 14 octobre 1927 à Nosy Varika (Madagascar), mort à Montbard le 13 mars 2010, est un écrivain français, auteur de romans policiers.

## Biographie
Il est le fils d'un fonctionnaire colonial. Après des études à Tananarive, il devient inspecteur d'assurances. Il s'installe en France après l'indépendance de Madagascar et travaille comme comptable.
Il est l'auteur d’une suite romanesque policière de cinq romans dont le héros est l'inspecteur de police Émilien Boule affecté au commissariat de Bagneux. Ces romans policiers humoristiques multiplient les situations cocasses, voire carrément loufoques, assaisonnées de dialogues aussi fous que jubilatoires. Poulets et Perroquets (1986) apparaît tout particulièrement représentatif de ce style débridé quand l'enquête sur le meurtre du propriétaire d'un perroquet conduit le héros à croiser successivement un proxénète parisien, une secte hindouiste, des truands de la mafia sicilienne, un flic corrompu et un rocker prénommé Wolfgang-Amadeus. Claude Mesplède regrette que « Boule, redoutable limier d'opérette, ait terminé ses exploits, car toutes ses aventures, où dominent le burlesque et les calembours, sont d'excellents divertissements, pleins d’invention et de personnages savoureux. »

## Œuvre

### Romans
- Poulets et Perroquets, Série noire no 2059, 1986
- Les Truands du temple, Série noire no 2094, 1987
- No 5 paysage, Série noire no 2155, 1988
- Les corbillards reviennent à vide, Série noire no 2208, 1989
- Histoires de femmes, Série noire no 2269, 1991

### Nouvelle
- La Montre, recueil Sous la robe erre le noir, Le Mascaret, 1989

## Sources
- Claude Mesplède (dir.), Dictionnaire des littératures policières, vol. 2 : J - Z, Nantes, Joseph K, coll. « Temps noir », 2007, 1086 p. (ISBN 978-2-910-68645-1, OCLC 315873361), p. 211-212.
- Claude Mesplède, Les années "Série noire" bibliographie critique d'une collection policière, vol. 5 : 1982-1995, Amiens, Encrage, coll. « Travaux » (no 36), 2000.